# Prado del Rey
Prado del Rey – miejscowość w Hiszpanii w południowej Andaluzji położone w prowincji Kadyks, oddalone 105 km. od siedziby prowincji. Jedno z najstarszych miast Hiszpanii, ludzkie szczątki znalezione na terenie dzisiejszego miasta pochodzą z epoki paleolitu, niektóre z nich zachowane są w fasadzie kościoła. Prado del Rey przechodziło w czasie swej historii z rąk do rąk, początkowo miasto należało do królestwa Al-Andalus, następnie w czasie panowania króla Alfonsa VII przeszło we władanie Kastylii. Miasto zostało założone na mocy edyktu królewskiego z dnia 29 kwietnia 1768 i zasiedlone przez 189 kolonistów. Układ urbanistyczny oparty jest na prostokątnej siatce ulic o szerokości ok. 10m obsadzonych drzewami pomarańczowymi tworzącymi kwartały o wymiarach ok. 60x30m.